# حوزه انتخابیه دوم تنسی
حوزه انتخابیه دوم تنسی یک حوزه انتخابیه مجلس نمایندگان آمریکا است که در ایالت تنسی قرار دارد.